# Kramski Group
Die Kramski Group (Eigenschreibweise: KRAMSKI) ist ein deutscher Hersteller von Stanz- und Hybridteilen mit Standorten in Deutschland, den USA, Indien und Sri Lanka. Das Unternehmen hat weltweit rund 700 Mitarbeiter (Stand 2023).

## Geschichte
Gegründet wurde die Kramski GmbH am 16. Oktober 1978 von Wiestaw Kramski, der im selben Jahr den ersten Preis beim Gründerwettbewerb der Zeitschrift Capital gewonnen hatte. Innerhalb eines Jahres startete die Produktion in angemieteten Räumen in Pforzheim. 1984 wurde ein Produktionsgebäude in Birkenfeld errichtet. Es folgte 1990 die Auslagerung der Konstruktion in angemietete Räume auf der Wilferdinger Höhe in Pforzheim.  1993 wurde das Tochterunternehmen Kramski Lanka Private Ltd. in Sri Lanka gegründet. 1996 startete die Stanzproduktion von hochkomplexen Teilen in Birkenfeld in angemieteten Räumen. 1999 zog die Kramski GmbH ins neu erstellte Firmengebäude nach Pforzheim. Ebenso wurden die Produktionsfläche in Sri Lanka erweitert und die Konstruktion für Spritzgussformen ausgebaut.
Im Jahr 2000 wurde der High Precision Putter HPP 330 entwickelt. 2001 fiel der Startschuss zur Konstruktion der ersten Reel-to-Reel-Anlage und zur Einführung der SAP-Software R/3 in der Kramski GmbH Pforzheim. 2002 erfolgte die Gründung des Tochterunternehmens Kramski North America in Florida. 2003 wurde Andreas Kramski Geschäftsführer. Die Gründung der Kramski Putter GmbH erfolgte 2004, nachdem der Gründer W. Kramski im Jahr 2000 aus seiner Leidenschaft zum Golfsport heraus den High Precision Putter HPP 330 entwickelte. 2007 wurde bei Kramski Lanka das eigene Trainingscenter mit Berufsausbildung nach deutschem Vorbild ins Leben gerufen und 2008 wurde die Kramski Stamping und Molding India Private Ltd. gegründet sowie 2009 das Tochterunternehmen Kramski Putter, Inc. in den USA. 2013 folgte der Zukauf eines Fabrikgebäudes in Pforzheim mit Implementierung des Technologie- und Ausbildungszentrums TAZ.
Firmengründer Wiestaw Kramski schied planmäßig mit 67 Jahren Ende 2014 aus der deutschen Geschäftsleitung aus. Im selben Jahr wurde das neue Logistikzentrum am Stammsitz in Pforzheim eingeweiht. 2018 wurde das Unternehmen in Deutschland auf über 20.000 m² mit komplett neuem Betriebsmittelbau und modernstem Maschinenpark erweitert.

## Standorte
Die Kramski Group beschäftigt rund 700 Mitarbeiter (Stand 2023) an 4 Standorten mit jeweils eigenständigen Konstruktions- und Entwicklungsabteilungen sowie eigenem Werkzeug- und Formenbau.
Deutschland
Der Standort in Pforzheim ist mit seinen rund 330 Mitarbeitern, 30 Auszubildenden und einer Fläche von 20.032 m² der Hauptsitz der Kramski Gruppe.
Sri Lanka
Die Gründung der Tochtergesellschaft in Katunayake (Sri Lanka) im Jahr 1993 war der erste Schritt zur internationalen Aufstellung. Auf einer Fläche von 6700 m² sind rund 300 Mitarbeitern und 20 Auszubildende beschäftigt.
USA
Der Produktionsstandort in Largo, FL (USA), wurde im Jahr 2002 gegründet. Mit 34 Mitarbeitern werden auf einer Fläche von fast 5.000 m² mehr als dreihundert Millionen Stanz- und Hybridteile produziert. Das diversifizierte Kundenportfolio umfasst Unternehmen unterschiedlicher Branchen wie bspw. Automotive, Medizin oder Telekommunikation.
Indien
Der Produktionsstandort in Vellore (Indien) wurde im Jahr 2008 gegründet. Der noch junge Standort hat circa 100 Mitarbeitern und über 2.000 m² Produktionsfläche.

## Kooperation und Sponsoring
Die Kramski GmbH kooperiert mit dem WVIB (Wirtschaftsverband Industrieller Unternehmen Baden), ist Mitglied in den Unternehmernetzwerken Innonet und Hochform sowie Mitglied der Handwerkskammer Karlsruhe und Pforzheim. Sie rief im Jahr 2006 eine Stiftungsprofessur mit der Hochschule Pforzheim ins Leben und pflegt enge Bildungspartnerschaften mit der Ludwig-Uhland-Schule, der Osterfeldrealschule und der Heinrich-Wieland-Schule in Pforzheim.
Kramski unterstützt als Sponsor den alljährlichen Goldstadtpokal in Pforzheim, ein internationales Tanzturnier der lateinamerikanischen Tänze. Kramski agiert ebenfalls als Sponsor des Fußballvereins 1. CfR Pforzheim. Außerdem ist Kramski Titelsponsor der im Jahr 2013 neu gegründeten KRAMSKI Deutsche Golf Liga presented by Audi. Die Liga wurde vom Deutschen Golf Verband (DGV) ins Leben gerufen. Kramski unterstützt als Premium- und Co-Sponsor eine Reihe von Golf-Tourprofis, u. a. Paul Waring, Bryce Easton, Dominic Foos, Allen John und Tjaart van der Walt.